# Краньска-Гора
Кра́ньска-Го́ра (словен. Kranjska Gora, нем. Kronau, итал. Monte Cragnisca; также встречается написание Краньская Гора) — город и община в верхней Крайне на северо-западе Словении. Население составляет около 5 тысяч жителей (2004). Краньска-Гора расположена на реке Саве между западными отрогами Караванков с северной стороны и Юлийскими Альпами с южной. Расстояние до границы с Австрией от Краньски-Горы составляет всего два с половиной километра, до границы с Италией — пять километров.
Территория общины охватывает всю долину Савы выше по течению вплоть до пограничного угла трёх стран, в том числе и посёлок Ратече, а также горнолыжный курорт Планица. Краньска-Гора в целом известна как центр отдыха и зимнего спорта. В городе регулярно проходят этапы Кубка мира по горнолыжному спорту. С 1848 года у неё есть городские права, а с 1870-х существует железнодорожный вокзал на линии из Любляны в Тарвизио, которая однако была закрыта в 1966 году.

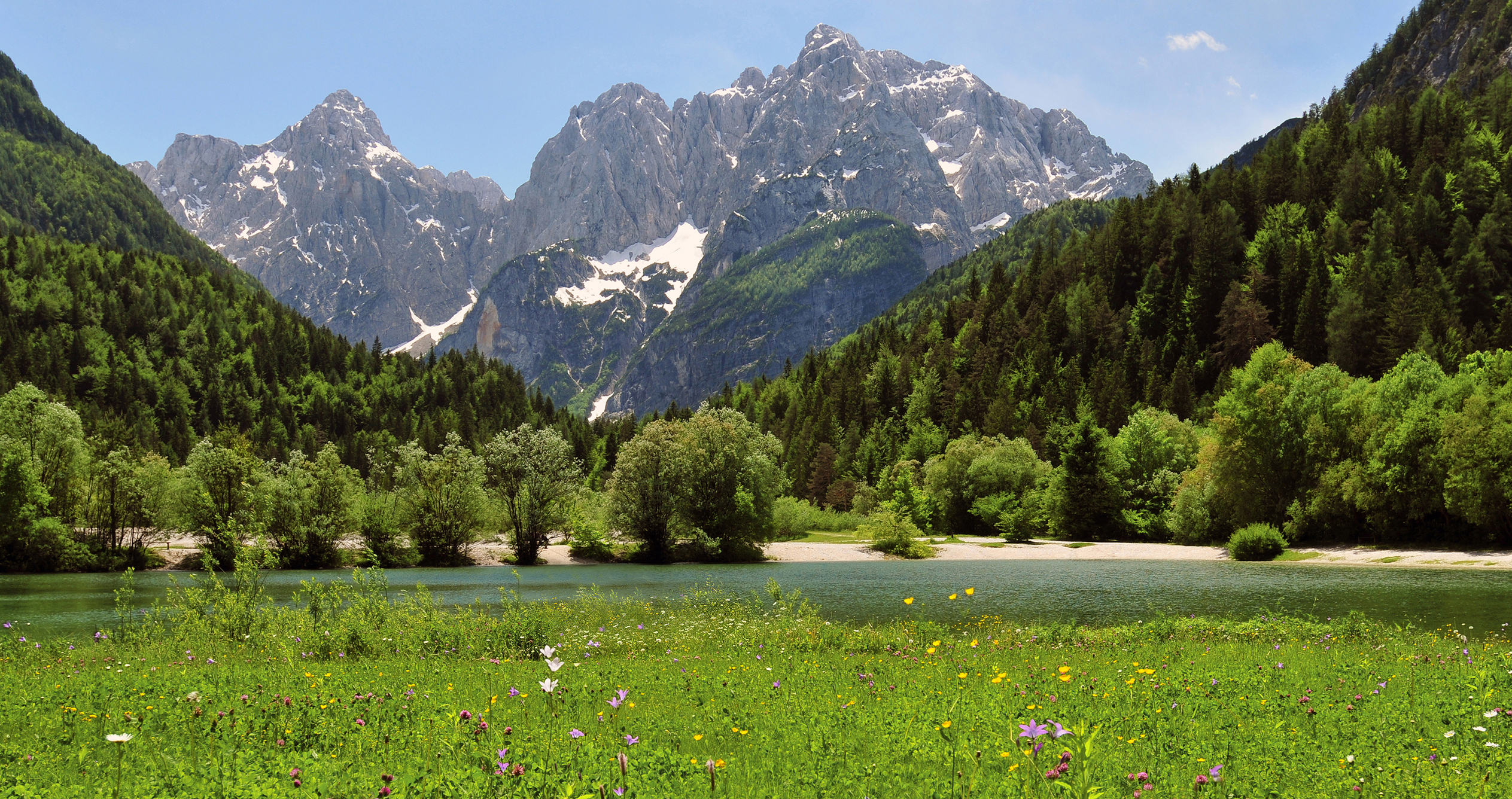
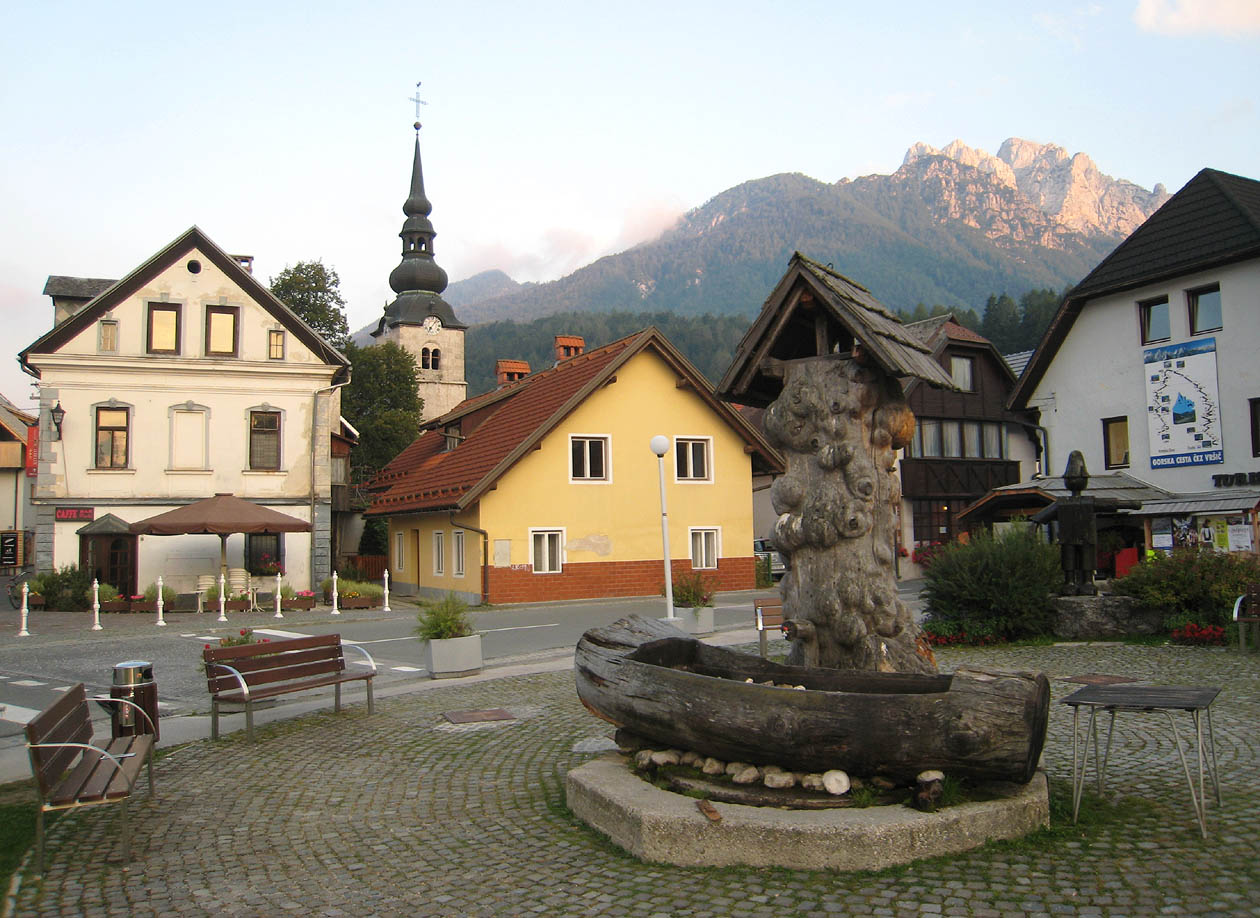
Центр Города
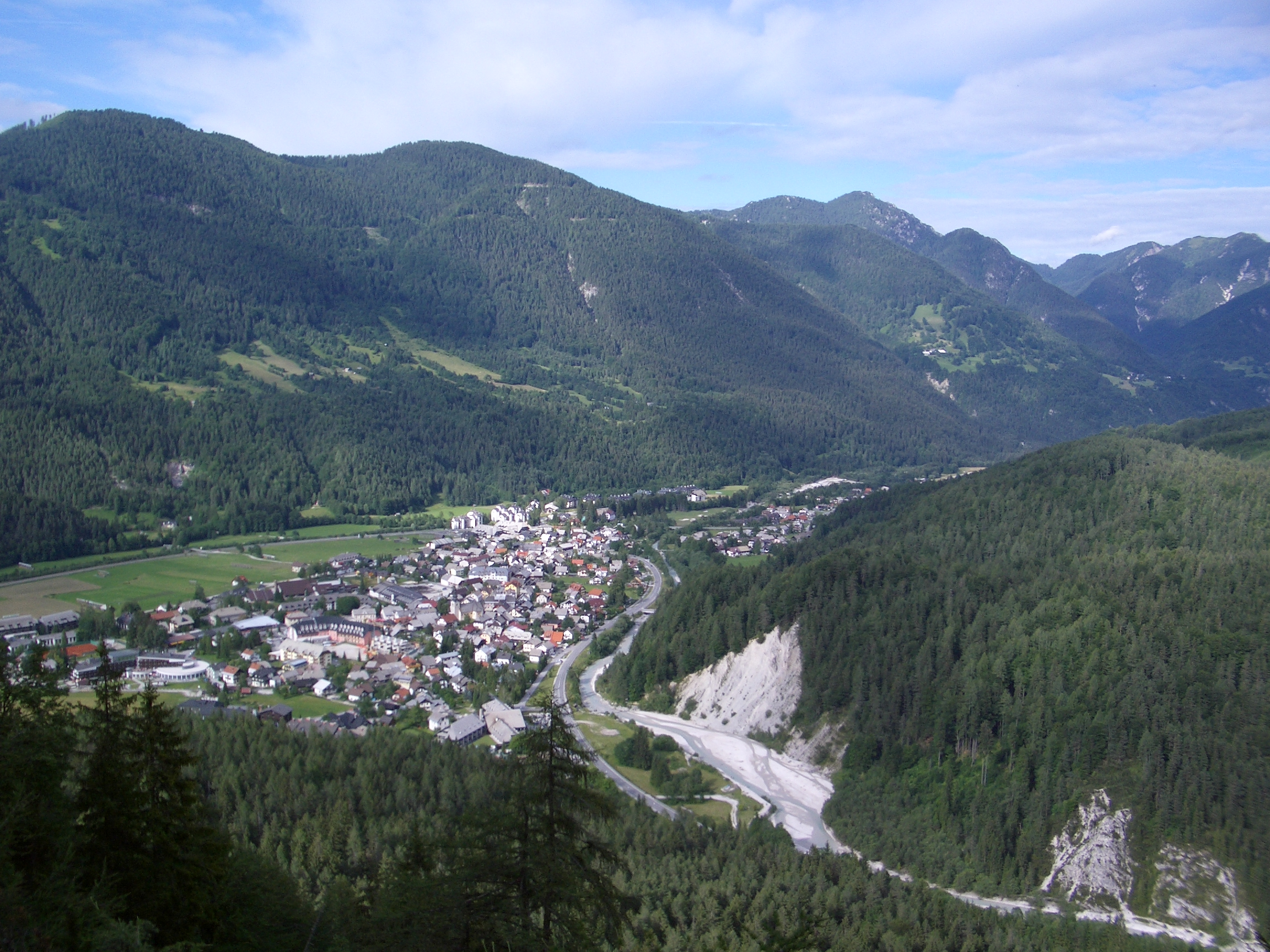